# Andrena davisi
Andrena davisi là một loài Hymenoptera trong họ Andrenidae. Loài này được Viereck mô tả khoa học năm 1907.